# Erythroxylum williamsii
Erythroxylum williamsii là một loài thực vật có hoa trong họ Erythroxylaceae. Loài này được Standl. ex Plowman mô tả khoa học đầu tiên năm 1982.